# Finck
Finck ist ein deutscher Familienname.

## Herkunft und Bedeutung
Finck ist eine Schreibvariante von Fink.

## Namensträger
- Adele von Finck (1879–1943), deutsche Malerin
- Adrien Finck (1930–2008), elsässischer Schriftsteller und Hochschulprofessor
- Albert Finck (1895–1956), deutscher Politiker
- Albrecht Konrad Finck von Finckenstein (1660–1735), preußischer Feldmarschall
- Arnold Finck (1925–2016), deutscher Agrarwissenschaftler
- August von Finck senior (1898–1980), deutscher Bankier
- August von Finck junior (1930–2021), deutscher Investor und Bankier
- August François von Finck (* 1968), deutsch-schweizerischer Unternehmer
- Carl Eduard von Finck (1799–1867), Rittergutsbesitzer
- David Finck (* 1958), US-amerikanischer Jazzbassist
- David Finck (Schriftsteller) (* 1978), deutscher Schriftsteller
- Emil Finck (1856–1922), Direktor des Altertums- und Erzgebirgsmuseums in Annaberg
- Eva Gräfin Finck von Finckenstein (1903–1994), deutsche Politikerin (GB/BHE, CDU)
- Franz Nikolaus Finck (1867–1910), Linguist
- Friedrich August von Finck (1718–1766), preußischer General
- Friedrich Ludwig Karl Finck von Finckenstein (1745–1818), preußischer Regierungspräsident
- Heinrich Finck (1444/45–1527), deutscher Kapellmeister und Komponist
- Heinrich Georg Wilhelm Graf Finck von Finckenstein (1894–1984), deutscher Politiker (NSDAP), MdR
- Helmut von Finck (* 1959), deutscher Bankierssohn und Gestütbesitzer
- Henning Finck (* 1975), deutscher Landespolitiker (Hamburg) (CDU)
- Hermann Finck (um 1495–1558), deutscher Organist und Komponist
- Hermann Finck (Verwaltungsjurist) (* 1893), deutscher Landrat
- Hermine Finck (1868–1932), deutsche Sängerin (Sopran)
- Ingrid Darmann-Finck (* 1964), deutsche Wissenschaftlerin, Hochschullehrerin für Pflegewissenschaft
- Jockel Finck (1962–2006), deutscher Fotojournalist und Pressefotograf
- Johann Finck (Maler) (1628–1675), siehe Johann Fink, deutscher Maler
- Johann Finck (Mediziner) (um 1440–nach 1505), siehe Johann Fink, deutscher Mediziner
- Jonathan Friedrich von Finck (1687–nach 1756), königlich preußischer Generalmajor und Kommandant der Festung Peitz
- Jost Schömann-Finck (* 1982), deutscher Ruderer
- Julius Finck (1831–1914), US-amerikanischer Unternehmer (Besteckfabrikation)
- Julius Finck (1845–1927), ungarischer Jesuit und Astrophysiker, siehe Julius Fényi
- Julius von Finck (1864–1951), deutsch-baltischer Orthopäde
- Klaus Finck (1928–2021), deutscher Buchautor
- Ludwig Finck (Maler) (1857–nach 1913), deutscher Landschaftsmaler
- Ludwig Finck von Finckenstein (1743–1803), deutscher Adeliger und preußischer Kanzler
- Marie-Louise Finck (* 1989), deutsche Quizspielerin
- Matthias Schömann-Finck (* 1979), deutscher Ruderer
- Max Finck (1899–1977), deutscher Rechtsanwalt und Politiker (SPD), MdHB
- Robin Finck (* 1971), US-amerikanischer Gitarrist
- Rudolf Karl von Finck (1837–1901), königlich-sächsischer Kammerherr, Rittergutsbesitzer und Landtagsabgeordneter
- Salomo Finck (1566–1629), Berliner Hofprediger
- Sonja Finck (* 1978), literarische Übersetzerin, Dozentin für literarisches Übersetzen und gelernte Artistin
- Thomas Finck (Mathematiker) (auch Thomas Finkius; 1561–1656), deutscher Mathematiker und Mediziner
- Thomas Finck (Fußballspieler) (* 1969), deutscher Fußballspieler und -trainer
- Ulrike Finck (* 1976), deutsche Fernsehjournalistin und Moderatorin
- Werner Finck (1902–1978), deutscher Schriftsteller, Schauspieler und Kabarettist
- Wilhelm von Finck (1848–1924), deutscher Bankier
- Wilhelm Finck (1929–2022), deutscher Nuklearmediziner und Hochschullehrer
- William E. Finck (1822–1901), US-amerikanischer Politiker
- Wolfgang Finck (* 1953), deutscher Schauspieler